# Книга Сулейма ибн Кайса
Книга Сулейма ибн Кайса — Китабу Сулейм ибн Кайс аль-Хиляли — книга хадисов, составленная одним из сподвижников первого имама шиитов Али ибн Абу Талиба.
Это самая старая шиитская книга хадисов, автор которой был очевидцем всех событий той эпохи и ключевых сражений, которыми руководил имам Али. Эти хадисы имеют свою специфику: в ней нашли отражение не столько нормы шариата, сколько исторические события.

## Личность автора
Упоминания о Сулейме ибн Кайсе Абу Садике содержатся в книге известного шиитского специалиста по илм ар-риджал Ахмада ибн Али ан-Нажаши, и этот передатчик и сподвижник имама Али характеризуется в качестве надёжного и правдивого. Кроме того, информация об этом человеке содержится и в книге «Фихрист» шейха Туси.
Сулейм ибн Кайс родился в Куфе между 7 и 9 г. хиджры/ в 629—631 гг. н. э.. В период правления Умара ибн аль-Хаттаба он переселился в Медину и стал преданным сподвижником пятерых имамов шиизма: Али ибн Абу Талиба, Хасана ибн Али, Хусейна ибн Али, Али Зайн аль-Абидина и Мухаммада аль-Бакира. Во времена имама Али Сулейм занимал ярко выраженную антиомейядскую позицию. За его преданность его прославлял и шестой имам шиитов — Джафар ас-Садик.
В 694 г. н. э. Сулейм направился в Персию, где в те времена притесняли сторонников Ахл аль-Бейт. Там он познакомился с Абаном ибн Аби Айяшем, от которого до нас и дошла его книга хадисов.
Относительно даты смерти Сулейма ибн Кайса есть определённые разногласия. Называются следующие даты: 76 год хиджры/ 695 г. н. э., период с 80 по 90 г. хиджры/ 699—708 гг. н.э.

## Вопрос аутентичности
Личность Сулейма ибн Кайса и факт наличия у него книги хадисов упоминается в весомом труде по илм ар-риджал под названием «Риджал аль-Каши». В этом же источнике говорится, что Сулейм ибн Кайс зачитал свою книгу четвёртому имаму шиитов Али Зайн аль-Абидину, и тот подтвердил её достоверность.
Однако шиитские мухаддисы считают Абана ибн Аби Айяша, зафиксировавшего эти факты, ненадёжным передатчиком. В связи с этим у некоторых из них есть сомнения относительно того, является ли книга Сулейма ибн Кайса аутентичной и дошла ли она до наших времён в не изменённом виде.
Одни шиитские мухаддисы считают, что к этому источнику можно обращаться как к достоверному. Этого мнения придерживался, к примеру, Мухаммад ибн Ибрахим ан-Нумани (ум. 360 г. хиджры) — ученик Мухаммада аль-Кулайни — называвший книгу Сулейма ибн Кайса «основой всех основ», а мнение о её аутентичности — иджмой всех шиитских учёных того времени. Кроме того, в более позднюю эпоху автор «Васаил аш-шиа» Хурр аль-Амили также ссылался на эту книгу, отмечая, что «в ней нет ничего ложного».
Другие мухаддисы убеждены, что книга Сулейма ибн Кайса полностью выдумана Абаном ибн Аби Айяшем и к реальному Сулейму отношения никакого не имеет. Этой точки зрения придерживался Ибн аль-Гадаири, автор одной из важных книг по илм ар-риджал.
Третье, промежуточное мнение заключается в том, что в книгу, действительно принадлежащую авторству Сулейма ибн Кайса, Абан ибн Аби Айяш добавил какие-то части от себя. Эту позицию разделял, в частности, шейх Муфид. Он отмечал, что хадисы, содержащиеся в рассматриваемой книге, переданы Абаном ибн Аби Айяшем, и смысл их правилен, однако сама книга не вызывает доверия в силу сомнительности передатчиков, а потому шиитам не дозволяется действовать в соответствии с большинством из приведённых в ней хадисов, ибо сфабрикованные предания смешаны в ней с достоверными, а отделить одни от других — проблематично .
Важно, что существует и иная, альтернативная цепочка, идущая не через Абана ибн Аби Айяша. В частности, в уже упоминавшейся книге «Фихрист» шейха Туси отмечается, что книга Сулейма ибн Кайса дошла через две цепочки передатчиков — от Абана ибн Аби Айяша и от Хамада ибн Исы ибн Ибрахима ибн Умара аль-Йамани. Наджаши также упоминает две эти цепочки.
В 25 томе книги «Бихар аль-анвар» Алламе Маджлиси упоминает об иджазе, данной Хурру аль-Амили, в которой разрешается передавать книгу Сулейма ибн Кайса по первой цепочке передатчиков, тянущейся от шейха аль-Кулейни. Впрочем, слабые передатчики содержатся и в этой цепочке.
Тем самым, вопрос об аутентичности книги Сулейма ибн Кайса является весьма неоднозначным и вызывающим много споров и интерпретаций среди шиитских мухаддисов вплоть до сегодняшнего дня. Некоторые из них пытаются скомпилировать две цепочки передатчиков, выбросив в итоге ненадёжных передатчиков и получив искусственным путём достоверный иснад.